# Cornelis Pauw
Cornelis Pauw (Amsterdam, 22 mei 1593 - Den Haag, 19 juni 1668) was een Nederlands diplomaat.

## Leven en werk
Pauw was een zoon van de koopman, regent en latere burgemeester van Amsterdam Reinier Pauw en Cornelia Michielsdr. de Lange. Hij werd in 1611 als secretaris meegestuurd met Cornelis Haga, die als eerste gezant naar Istanbul reisde om betrekkingen aan te knopen met het Osmaanse Rijk. Op 6 juli 1612 werd aldaar een verdrag gesloten, waarbij aan de Republiek der Zeven Verenigde Nederlanden dezelfde voorrechten werden toegekend als aan de Fransen en Engelsen. Van 1613 tot 1619 was Cornelis hoofdconsul te Aleppo. Na verslag te hebben gedaan aan de Staten Generaal keerde hij in 1619 terug naar Aleppo, maar vanwege het veranderde handelsklimaat keerde hij in 1622 weer terug naar Holland.
Van 1631 tot 1635 werd Pauw meerdere malen naar het Duitse Rijk gezonden om daar de Nederlandse belangen te behartigen tijdens de Dertigjarige Oorlog, eerst als gedeputeerde, vanaf 1633 als gezant. Zo werd hij eind 1631 naar de Zweedse koning Gustaaf II Adolf van Zweden gezonden om te onderhandelen over de tolheffing voor Danzig, de belangrijkste Oostzeehaven. Na de dood van de koning in 1632 zette hij zijn diplomatieke werkzaamheden als gezant voort bij zowel de Zweedse kanselier Oxenstierna als bij de keurvorsten van Saksen, Brandenburg en Trier. Hij kreeg de opdracht om vrije doorvaart op de Elbe te verkrijgen. Frederik Hendrik stelde hem in 1632 aan tot zijn raad en rekenmeester. Ook Willem II handhaafde hem in deze functie. Hij werd in 1651 benoemd tot commissaris van Willem III en van Amalia van Solms.
Pauw trouwde op 16 augustus 1626 in Amsterdam met Anna Pels. Hij overleed op 19 juni 1668 op 75-jarige leeftijd in zijn woonplaats 's-Gravenhage en werd aldaar begraven op 22 juni 1668.